# Arras Football
Arras Football is een Franse voetbalclub uit Arras en werd in 1901 opgericht als Racing Club d'Arras. 
Van 1937 tot 1939 speelde de club in de 2e klasse, in 1939/40 speelde de club zelfs in de hoogste klasse in de zone noord en werd 5e op 10 clubs. Deze oorlogsseizoenen zijn echter niet officieel. Na dat seizoen was Arras geen profclub meer en speelde in lagere divisies. In 1997 slorpte de club US Arras Ouest op en werd zo Arras Football. In 2014 promoveerde de club naar de CFA. In 2019 degradeerde de club, een jaar later volgde een tweede degradatie op rij. 